# Mecanismo de enfrentamento
Estratégias de coping, ou enfrentamento são esforços cognitivos e comportamentais para lidar com situações de dano, de ameaça ou de desafio quando não está disponível uma rotina ou uma resposta automática. Apenas esforços conscientes e intencionais são considerados estratégias de coping, e o estressor deve ser percebido e analisado, não sendo assim consideradas respostas subconscientes.
Os estudos de coping frequentemente são feitos pela psicologia da saúde para avaliar como é a reação dos indivíduos e da família a transtornos, doenças e tratamentos.

## Classificações
Associados ao conceito de coping estão o de mediadores e moderadores. Moderadores são variáveis preexistentes que influenciam as estratégias de coping como as características da pessoa (nível de desenvolvimento, gênero, experiência prévia, temperamento), do estressor (tipo, nível de controlabilidade), do contexto (influência paterna, suporte social), assim como a interação entre esses fatores.
As estratégias de coping são divididas em coping focalizado na emoção e coping focalizado no problema. O coping focalizado na emoção tem por objetivo reduzir a sensação física desagradável de um estado de estresse - por exemplo, comer doces, fumar um [cigarro] ou chorar no ombro de um amigo. Dentre os copings emotivos mais estudados e comuns está o coping religioso, como rezar e participar de rituais.
Os copings também são divididos entre adaptativos, caso sejam saudáveis e eficazes, como meditar para relaxar, e desadaptativos, caso causem prejuízos para si mesmo ou para outros como beber para esquecer dos problemas.
O coping focalizado no problema pode ser dirigido para uma fonte externa, como tomar medicamentos, ou dirigido internamente geralmente, como ao fazer uma reestruturação cognitiva para encarar o problema de uma forma mais adaptativa.

## Copingem crianças
Um estudo demonstrou que crianças de 7 a 10 anos utilizam mais as estratégias de inação e busca de apoio, enquanto que o grupo de 11 a 15 anos utilizam mais estratégias objetivas e funcionais focalizadas no problema. Diante de adultos, foram mais frequentes as estratégias de evitação, aceitação e expressão emocional, enquanto que diante de outras crianças foram mais utilizadas reação agressiva e busca de apoio.
Em muitas sociedades, meninos e meninas são socializados de forma diferente para reagir em acordo com expectativas de gênero. Em contingências não esclarecidas pela última edição deste artigo, as meninas frequentemente são socializadas para o uso de estratégias pró-sociais, como conversar, negociar ou pedir ajuda, enquanto que os meninos são socializados para serem mais independentes e utilizar estratégias de coping competitivas, sendo mais comum o uso de estratégias anti-sociais como xingar, brigar e trapacear entre eles.